# 余仁華
余仁華，香港舞蹈家，東邊舞蹈團創辦人及藝術總監。畢業於香港演藝學院，曾加入城市當代舞蹈團為舞者，並為雲門舞集、城市當代舞蹈團、廣東現代舞團及香港演藝學院編舞。

## 獎項
- 亞洲文化協會利希慎獎學金 (1990)
- 香港舞蹈年獎 (2006)
- 民政事務局嘉許獎狀 (2012)
- 香港藝術發展獎年度最佳藝術家 (舞蹈) (2015)